# Tasburgh
Tasburgh är en civil parish i Storbritannien.   Den ligger i grevskapet Norfolk och riksdelen England, i den sydöstra delen av landet, 150 km nordost om huvudstaden London. Arean är 3,7 kvadratkilometer.
Terrängen i Tasburgh är mycket platt.